# Purenleon minor
Purenleon minor är en insektsart som först beskrevs av Banks 1927.  Purenleon minor ingår i släktet Purenleon och familjen myrlejonsländor. Inga underarter finns listade i Catalogue of Life.